# Standarde web
Standardele web sunt un termen general pentru standardele formale și alte tehnici specifice care definesc și descriu aspecte ale World Wide Web. În ultimii ani termenul a fost frecvent asociat cu tendința de însușire a celor mai bune practici standardizate pentru construirea, designul și dezvoltarea paginilor web folosind aceste metode.

## Prezentare Generală
Standardele Web includ multe standarde și specificații interdependente, unele dintre care guvernează aspecte ale internetului, nu doar World Wide Web. Chiar și atunci când nu este bazat pe web, aceste standarde afectează în mod direct sau indirect dezvoltarea și administrarea de site-uri web și servicii web. Trebuie luat în considerare aspecte precum interoperabilitatea, accesibilitatea și posibilitățile de utilizare a paginilor web și a site-urilor web.
Standardele Web sunt specificații tehnice finalizate ale tehnologiilor web, acestea nu sunt reguli fixe, ci sunt în continuă evoluție. Standardele Web sunt elaborate de către organizațiile de standardizare în cea mai mare parte dar există și cazuri în care indivizi sau companii pot stabili noi reguli de standardizare. Este esential să se distingă specificațiile care sunt în curs de dezvoltare de cele care au atins statutul de standard.
Cele mai de încredere specificații web sunt cele stabilite de cei de la World Wide Web Consortium prescurtat și W3C.

## Utilizare frecventă
Putem spune despre un site web sau o pagină a unui site web că respectă standardele web, atunci când tehnologiile care au ajutat la realizarea acestora respectă standardele web. Astfel de cele mai multe ori trebuie ca HTML, CSS și JavaScriptul să fie valid și în conformitate cu standardele web.
Când vine vorba despre standarde web, pentru website-uri, următoarele publicații sunt privite ca fundamentale
1. Recomandări pentru markup languages, precum Hypertext Markup Language(HTML) și Scalable Vector Graphic (SVG) sunt făcute de W3C[necesită citare]
2. Recomandările pentru paginile de stilizare a website-urilor, numite în limba engleză stylesheets, mai în detaliu Cascading Style Sheet (CSS) sunt facute de W3C[necesită citare]
3. Standardele pentru JavaScript, sunt facute de ECMA International[necesită citare]
4. Recomandarile de structură (DOM) a unei pagini web sunt facute de W3C[necesită citare]
5. Structura si numele link-urilor paginilor (URLs) este standardizată pe baza RFC 2396, din IETF.[necesită citare]